# ووتسینیا
ووتسینیا (به لاتین: Vavatsinia) یک روستا در قبرس است که در ناحیه لارناکا واقع شده‌است.

## خصوصیات
ووتسینیا ۸۱ نفر جمعیت دارد.